# Leichtathletik-Halleneuropameisterschaften 2017/Teilnehmer (Slowenien)
| Gelbes Symbol für Goldmedaillen mit stilisierten Olympischen Ringen | Graues Symbol für Silbermedaillen mit stilisierten Olympischen Ringen | Braundes Symbol für Bronzemedaillen mit stilisierten Olympischen Ringen |
| ------------------------------------------------------------------- | --------------------------------------------------------------------- | ----------------------------------------------------------------------- |
| —                                                                   | —                                                                     | —                                                                       |

Aus Slowenien starteten vier Athletinnen und ein Athlet bei den Leichtathletik-Halleneuropameisterschaften 2017 in Belgrad.
Der slowenische Stabhochsprung-Rekordhalter Robert Renner stand auf der Warteliste für den Fall einer Absage, während Weit- und Dreispringerin Neja Filipič ihre Form nicht hatte halten können und die Qualifikation für die EM verpasste. Die noch junge Sprint- und Hürdenläuferin Agata Zupin hatte keine Norm für die Europameisterschaften erfüllt und auch nicht geplant.

## Ergebnisse

### Frauen

#### Laufdisziplinen
| Athletin     | Disziplin | Vorlauf | Vorlauf | Halbfinale         | Halbfinale         | Finale             | Finale             |
| Athletin     | Disziplin | Zeit    | Platz   | Zeit               | Platz              | Zeit               | Platz              |
| ------------ | --------- | ------- | ------- | ------------------ | ------------------ | ------------------ | ------------------ |
| Anita Horvat | 400 m     | 54,65 s | 24      | nicht qualifiziert | nicht qualifiziert | nicht qualifiziert | nicht qualifiziert |

#### Sprung/Wurf
| Athletin       | Disziplin      | Qualifikation | Qualifikation | Finale             | Finale             |
| Athletin       | Disziplin      | Höhe/Weite    | Platz         | Höhe/Weite         | Platz              |
| -------------- | -------------- | ------------- | ------------- | ------------------ | ------------------ |
| Maruša Černjul | Hochsprung     | 1,86 m        | 9             | nicht qualifiziert | nicht qualifiziert |
| Tina Šutej     | Stabhochsprung | –––           | –––           | 4,40 m             | 8                  |
| Petra Koren    | Dreisprung     | 13,26 m       | 17            | nicht qualifiziert | nicht qualifiziert |

### Männer

#### Laufdisziplinen
| Athlet       | Disziplin | Vorlauf                     | Vorlauf                     | Halbfinale         | Halbfinale         | Finale             | Finale             |
| Athlet       | Disziplin | Zeit                        | Platz                       | Zeit               | Platz              | Zeit               | Platz              |
| ------------ | --------- | --------------------------- | --------------------------- | ------------------ | ------------------ | ------------------ | ------------------ |
| Luka Janežič | 400 m     | DQ (Bahnübertretung R163.3) | DQ (Bahnübertretung R163.3) | nicht qualifiziert | nicht qualifiziert | nicht qualifiziert | nicht qualifiziert |